# Селенгинский 41-й пехотный полк
41-й пехо́тный Селенги́нский полк — пехотный полк Русской императорской армии.
- Старшинство — 29 ноября 1796 года.
- Полковой праздник — день Святого Духа.

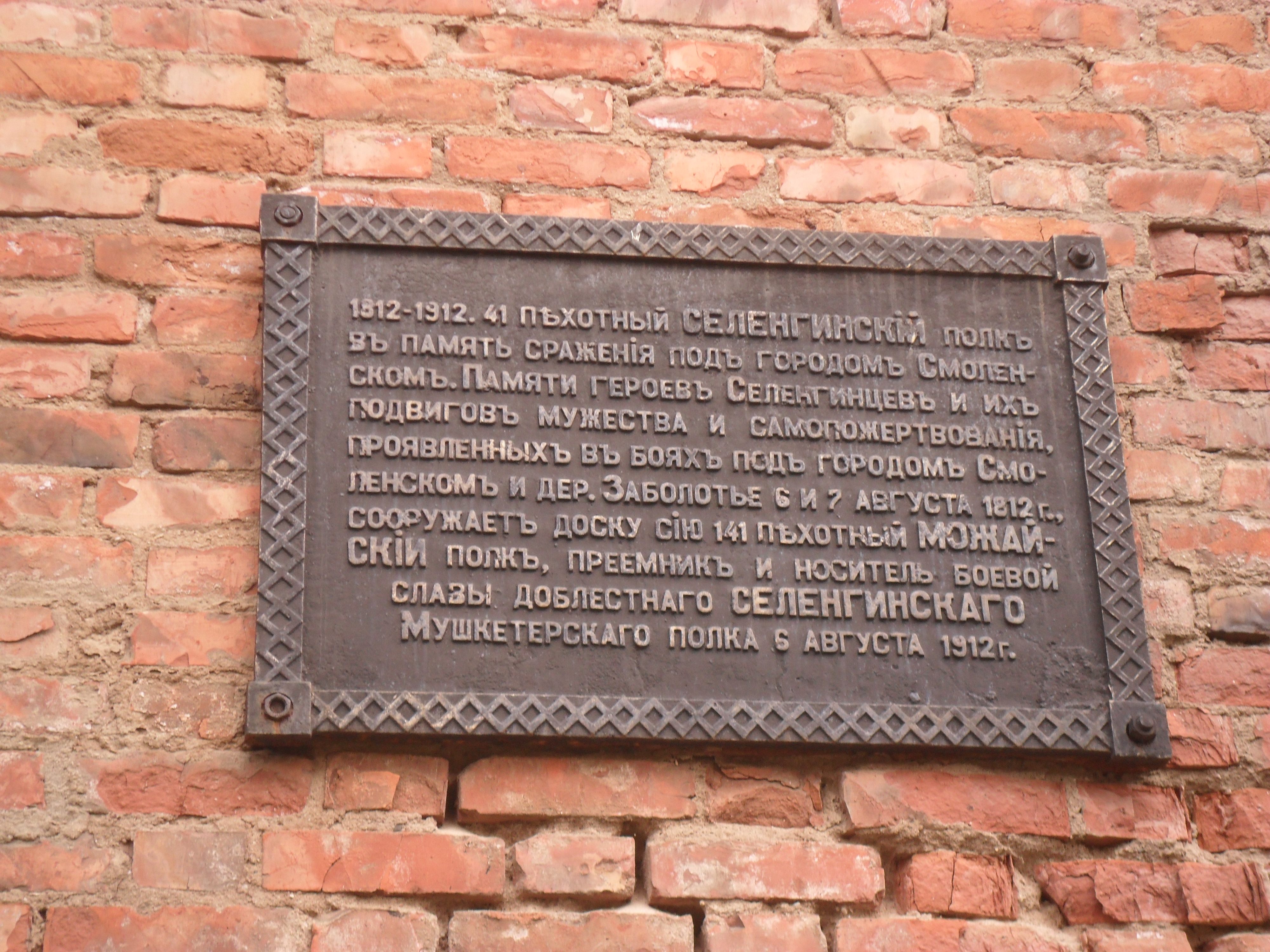
Скрижаль

## Места дислокации
1820 — город Дубосары Херсонской губернии. Полк входил в состав 16-й пехотной дивизии.
1871 — входил в состав 11-й пехотной дивизии и дислоцировался в Киевском военном округе; управление дивизии стояло в Кременце, штаб и батальоны полка — в Заславе, Антополе, Белгородке и Славуте.
1909 — штаб 11-й пехотной дивизии располагался в Луцке, её 1-й бригады — по-прежнему в Кременце, но Селенгинский полк уже дислоцировался в Киеве.

## История
Полк был сформирован по указу императора Павла I 29 ноября 1796 года из 3-го и 4-го Сибирских полевых батальонов в городе Селенгинске под наименованием «Селенгинский мушкетёрский полк». Полк состоял из двух батальонов и двух гренадерских рот. До этого в русской армии существовал Селенгинский полк, созданный в 1763 году, и в 1784 году использованный для формирования других полков.
Первый шеф полка — генерал-майор Аршеневский. Первый полковой командир — подполковник П. И. Лебле.
- С 31 октября 1798 года — мушкетёрский генерал-майора Скобельцына полк.
- С 2 марта 1799 года — мушкетёрский генерал-майора Дистерло полк.
- С 4 ноября 1799 года — мушкетёрский генерал-майора Талызина полк.
- С 27 августа 1800 года — мушкетёрский генерал-майора Купфешмидта полк.
- С 31 марта 1801 года — Селенгинский мушкетёрский полк.

16 августа 1806 года восемь рот Селенгинского полка отчислены на формирование Якутского и Охотского мушкетёрских полков. Взамен выбывших рот сформированы новые.
С 22 февраля 1811 года название меняется на Селенгинский пехотный полк. Полк переведён в Европейскую часть России.
25 марта 1864 году полку присвоен общевойсковой номер 41.
Полк был расформирован в январе 1918 года.

### Отечественная война 1812 года

#### 1812 год
В 1812 году Селенгинский пехотный полк входил в состав 23-й пехотной дивизии и участвовал в следующих сражениях:
- 13 июля в сражении под Островно (погибло 116 человек);
- 6 августа под Смоленском (погибло 80 человек, в числе последних был шеф полка полковник Мещеряков);
- 7 августа — у деревни Заболотье;
- 25 и 26 августа — в Бородинском сражении (погибло 155 человек; кроме одного батальона, наряженного для охраны Главной квартиры);
- 6 октября — в ночной атаке неприятельского лагеря у села Тарутина;
- 12 октября — в сражении под Малоярославцем;
- 22 октября — в сражении при Вязьме;
- 5 и 6 ноября — в бою под Красным;
- Полоцк и Динабургская крепость

#### 1813 год
В 1813 году Селенгинский полк в составе 3-й дивизии армии Витгенштейна, назначенной для присоединения к австрийской армии в Богемии, преследовал отступающего врага и участвовал в боях:
- С 30 июля по 1 августа был в числе войск, блокировавших Модлин.
- 10 августа — в сражении при Альтенбурге.
- 11 и 12 августа преследовал неприятеля к Дрездену.
- 13, 14 и 15 августа — в сражении под Дрезденом.
- 27 и 28 августа — в сражении при Допе.
- 30 августа — в сражении при Полиенсдорфе.
- 28 сентября — при Борно.
- 3, 4 и 6 октября — в битве под Лейпцигом.
- 14 декабря — при блокаде крепости Киль.
- 16 декабря полк вступил во Францию.

#### 1814 год
- 21 января полк участвовал в сражении у города Мери.
- 5 февраля при Мормане полк действовал в авангарде генерала Палена. Авангард попал в окружение, погибло 2/3 состава полка.

#### 1815 год
В 1815 году полк участвовал во 2-м походе во Францию. 4 октября полк вернулся в Россию.

### Русско-турецкая война 1828—1829 годов

#### 1828 год
- 29 апреля полк переправился через реку Прут и 30 апреля подошёл к Бухаресту.
- 9 июля участвовал в обложении крепости Силистрии, здесь был ранен командир полка полковник Ступаков.
- Ночью 9 августа рота селенгинцев в штыковой атаке остановила вражеское наступление.

#### 1829 год
- 5 мая полк участвовал в сражении у Эски-Арнаутлара. В бою был убит начальник дивизии генерал Рындин.
- 30 мая — в бою у Кулевчи.
- 6 и 7 июля — в боях при переправе через реку Камчик.
- 8 и 9 июля полк совершил переход через Балканские горы.
- 11 июля участвовал в пленении гарнизона крепости Месемврии.
- 31 июля — в сражении под Сливною.
- 7 августа полк приблизился к Адрианополю.
- 2 сентября], после заключения Адрианопольского мира, полк выступил в Россию.

### Крымская война

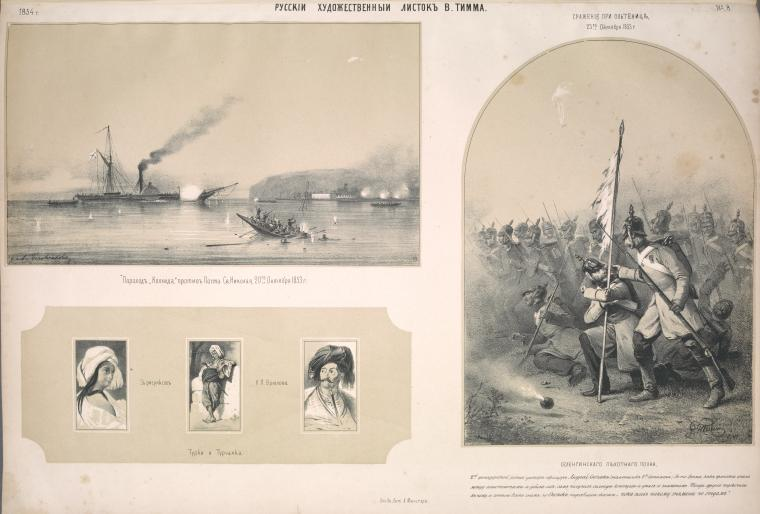
Селенгинский пехотный полк в «Русском художественном листке» В. Ф. Тимма

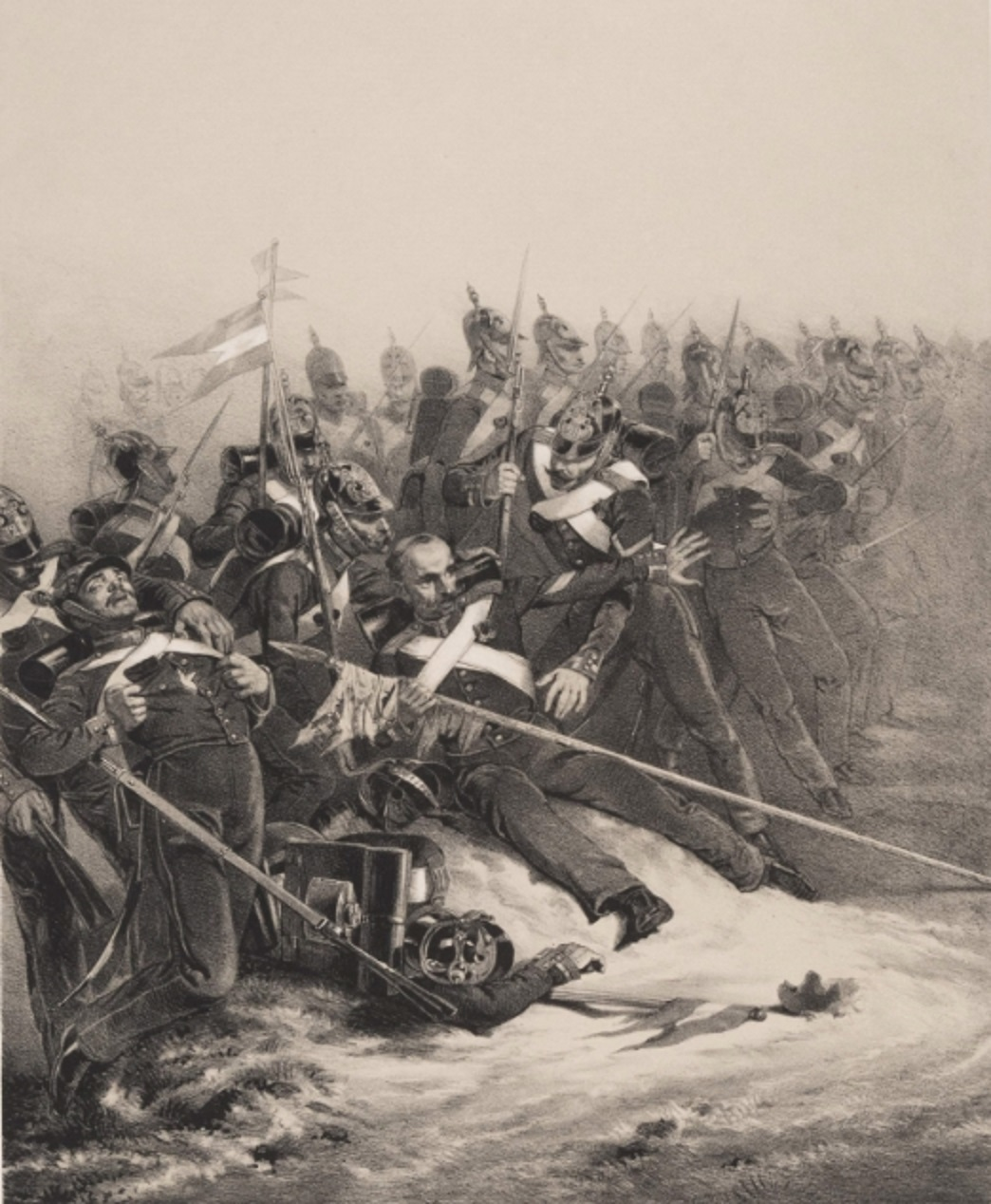
Битва при Ольтенице в 1853 г. Раненный знаменщик 2-го батальона 2-й гренадерской роты унтер-офицер Андрей Снозик: «пока жив никому знамени не отдам». Худ. Д. Аугуст

В начале Крымской войны полк находился в составе 1-й бригады 11-й дивизии 4-го пехотного корпуса и находился в Крыму. 24 октября 1854 года участвовал в Инкерманском сражении.

#### Оборона Севастополя 1854—1855 годов
С 5 ноября 1854 года по 27 августа 1855 года полк находился в составе Севастопольского гарнизона. В феврале 1855 года полк под командованием генерала А. П. Хрущёва построил редут, который был назван Селенгинским. Во время обороны Севастополя полк потерял более 2800 человек.

### Первая мировая война
В Первую мировую войну Селенгинский полк под командованием полковника Фолька воевал на Юго-Западном фронте.

### Революция 1905 года
17 июля 1907 года в Киеве произошло восстание солдат 21-го сапёрного батальона и 41-го Селенгинского пехотного полка.

## Икона Печерской Божией Матери
Во время Крымской войны жители города Селенгинска дважды собирали деньги для раненных солдат Селенгинского полка: 211 и 234 рублей серебром.
В ответ Селенгинский полк выслал в Селенгинск икону Печерской Божией Матери из пещерной церкви Инкермана. В своём письме в Селенгинск солдаты писали: «На берегу речки Чёрной, в нескольких верстах от Севастополя, насупротив той местности, на которой происходила наша первая битва с союзниками 24-го октября 1854 года, в подножии скалы, увенчанной развалинами древняго Инкермана, известнаго в истории за 1500 лет до Р. Х., существуют пещеры, в которых, как говорит предание, в 90 годах по Р. Х. Св. Клемент, Папа Римский, проповедывал слово Божие диким обитателям края. У одной из этих пещер иссечён в скале скит и церковь Божия…».
В Селенгинске икона была помещена в Покровскую церковь.
В 1859 году в Москве для иконы были изготовлены серебряная позолочённая риза и киот. Из Москвы в Селенгинск икона вернулась в январе 1860 года.
Икона хранится в Музее истории Бурятии.

## Церковь Селенгинского полка в память Сошествия Святого Духа
Походная (при полку) церковь существовала с 1796 года. В Селенгинске, в верхней части города была построена (впоследствии уничтожена пожаром) «Свято-Троицкая Селенгинскаго мушкетерскаго полка церковь».
С 1875 года полковая церковь располагалась в бывшем сеймовом зале в замке, принадлежащем когда-то князьям Любомирским, в городе Дубно Волынской губернии.

## Награды
- За участие в кампании 1812 года Александр I пожаловал Селенгинскому пехотному полку первое отличие «Гренадерский бой».
- За отличия в Русско-турецкой войне 1828—1829 годов высочайшим приказом от 6 апреля 1830 года полку пожалованы знаки на головные уборы «За отличие».
- За оборону Севастополя полк получил Георгиевское знамя с надписями: «За Севастополь в 1854 и 1855 годах» и «1796—1856» с Александровской юбилейной лентой (высочайшая грамота от 29 ноября 1856 года).
- Георгиевские трубы с надписью «За отличие в Турецкую войну 1877 и 1878 годов» были пожалованы 17 апреля 1878 года.

## Шефы
Шефы или почётные командиры:
- 03.12.1796—16.11.1797 — бригадир (с 10.04.1797 генерал-майор) Аршеневский, Николай Фёдорович.
- 16.11.1797—22.01.1798 — генерал-майор Борисов, Николай Иванович
- 22.01.1798—02.11.1799 — генерал-майор Скобельцын, Павел Матвеевич
- 02.11.1799—04.11.1799 — генерал-майор фон Дистерло, Христофор Евдокимович
- 04.11.1799—27.08.1800 — генерал-майор Талызин, Фёдор Иванович
- 27.08.1800—17.12.1802 — генерал-майор Купфершмит, Иван Иванович
- 17.12.1802—16.06.1808 — генерал-майор Зубов, Николай Петрович
- 16.06.1808—22.06.1815 — полковник Мещеряков, Демид Иванович

## Командиры
- 29.11.1796 — 12.12.1797 — полковник Лебедев, Николай Петрович
- 12.12.1797 — 07.03.1798[6] — полковник фон Винклер, Фёдор Карлович
- 19.10.1798 — 15.05.1800 — подполковник (с 11.03.1799 полковник) фон Бриммер, Густав Густавович (Астафий Астафьевич)
- 15.05.1800 — 09.03.1801 — подполковник (с 18.08.1800 полковник) Голенищев-Кутузов, Фёдор Васильевич
- 03.06.1801 — 16.11.1803 — полковник Воронцов, Евграф Алексеевич
- 01.06.1804 — 30.10.1806 — майор Страшников, Пётр Иванович
- 24.09.1811 — 22.06.1815 — подполковник Лебле, Пётр Иванович
- 22.06.1815 — 07.07.1816 — полковник Мещеряков, Демид Иванович
- 07.07.1816 — 26.12.1821 — подполковник Сорокин 1-й
- 10.02.1829 — 12.12.1830 — полковник фон Кауфман, Пётр Фёдорович
- 26.07.1839 — 06.12.1849 — полковник (с 06.12.1847 генерал-майор) Рот, Христиан Христианович
- 06.12.1849 — 31.07.1855 — полковник (с 02.06.1855 генерал-майор) Сабашинский, Адам Осипович
- 31.07.1855 — 27.08.1855[7] — полковник Мезенцов, Сергей Павлович
- 29.10.1855 — 23.10.1869 — подполковник (с 29.01.1861 полковник) Салов, Владимир Николаевич
- 29.11.1869 — 30.08.1874 — полковник Цитлядзев, Георгий Павлович
- 12.09.1874 — 02.05.1875 — полковник Фовицкий, Пётр Гаврилович
- 02.05.1875 — 22.10.1885 — полковник Рик, Николай Семёнович
- 24.10.1885 — 01.07.1888 — полковник Деген, Виктор Николаевич
- 01.08.1888 — 23.12.1896 — полковник Сасский, Эдуард Иосифович
- 12.01.1897 — 17.01.1901 — полковник Максимович, Антоний Лазаревич
- 05.03.1901 — 25.03.1904 — полковник Плешков, Фёдор Емельянович
- 26.03.1904 — 06.04.1907 — полковник Колпиков, Иван Васильевич
- 12.04.1907 — 16.07.1912 — полковник Суворов, Пётр Иванович
- 09.08.1912 — 19.04.1915 — полковник (с 16.02.1915 генерал-майор) Зеленецкий, Михаил Александрович
- 24.04.1915 — 31.03.1917 — полковник (с 25.08.1916 генерал-майор) Фольк, Севастьян Раймундович
- 19.04.1917 — после 13.07.1917 — полковник Ермолаев, Иван Дмитриевич

## Известные люди, служившие в полку
- генерал-лейтенант Николай Эмильевич Бредов
- генерал-поручик, князь Василий Васильевич Долгоруков
- капельмейстер Абрам Шахнович Рейдерман
- генерал Василий Григорьевич Тишин
- рядовой Ефим Михайлович Чёрный-Ковальчук

## Память
- В Севастополе в честь полка названа улица Селенгинская.
- В Смоленске в Сквере Памяти Героев памятная доска в честь Отечественной войны 1812 года. Установлена 6 августа 1912 года.
- На Бородинском поле памятник 3-й пехотной дивизии генерала П. П. Коновницына (арх. А. П. Годунов), сооружённый в 1912 году, с надписями на нём: на 5-й грани: «Селенгинскаго пех. полка и сформированного из оного в 1863 г.»
- В Лейпциге к столетнему юбилею Битвы народов в 1913 году построен русский храм-памятник. В храме на стенах памятные позолоченные доски «Наименование частей войск участвовавших в лейпцигской битве в 1813 г.». В составе второго пехотного корпуса на 4-й строке: «Селенгинский пехотный полкъ ныне 41-й селенгинский пех.полкъ»".

### Книги
- Карлашов Н. А. Краткий очерк истории 41-го пехотного Селенгинского полка. — Орёл: Тип. Губ. правл, 1893. — 183 с.
- Материалы для истории 41-го пехотного Селенгинского полка. С 29 ноября 1796 по 29 ноября 1896 г.. — Луцк: Типо-лит. С. И. Бонка, 1896. — 208 с.
  - Материалы для истории 41-го пехотного Селенгинского полка с 29 ноября 1796 по 29 ноября 1896 года. — Репринтное издание 1896 г. — СПб.: Альфарет, 2008.
- Памятная книжка Селенгинского полка (к 100-летию полка). Луцк, 1896.
- Памятная книжка для нижних чинов 41-го Пехотного Селенгинского полка. 1796-1896 гг. — Луцк, 1896. — 14 с.

### Статьи
- Кондаков Г. А. Историческая икона Божьей Матери в Селенгинске // Прибавления к Иркутск. Епарх. Ведом.. — 1865.
- Шагжина З. «Дар Селенгинского полка» // газета «Правда Бурятии». 1986, 16 августа
- Дулов А. В. «Сибиряки в Бородинском сражении» // Учёные Записки Иркутского областного музея. — Иркутск, 1971
- Седов А. «Летопись построения и событий г. Селенгинска (Забайкальской области) с 1674 по 1874 год» // Прибавления к Иркутским Епархархальным Ведомостям. 1874. № 49.
- Сапёрного батальона восстание 1907 // Украинская Советская Энциклопедия. Киев, 1983. Т. 9.